# Creatonotos cinerascens
Creatonotos cinerascens là một loài bướm đêm thuộc phân họ Arctiinae, họ Erebidae.